# Good Kid Records
Good Kid Records, auch Good Kid Music oder nur Good Kid genannt, ist ein deutsches Musiklabel mit angeschlossenem Musikverlag (Good Kid Publishing), und Tonstudio.

## Geschichte
Das Label wurde 2020 von den Musikproduzenten und Songwritern Jules Kalmbacher und Jens Schneider zusammen mit Moritz Schunk, der als Geschäftsführer in Erscheinung tritt, in Mannheim gegründet. Der Tageszeitung Mannheimer Morgen zufolge gehörte es 2022 zu den 10 erfolgreichsten Labels der deutschen Jahres-Single-Charts. Good Kid Records kooperiert mit BMG Rights Management, der Universal Music Group, Chapter Management sowie Off Tape Records. Der Labelcode lautet 95183.

## Künstler
Derzeit sind folgende Artists bei Good Kid Music unter Vertrag:
Label
- Jazeek
- Florentina
- FANJI
- CIVO
- ISAAK
- SANNA
- MC Menor JP
- ARY
- Paves 16
- LIÄN
- The Ironix
- Luna Antonia
- Southside Q
- Dessy
- AHM
- RGB
- Lenny Pearce

Verlag
- Metin Han
- Sophie Sebald („PANTHA“)
- Jonas Mengler
- BRUNKE
- Fabian Reinhardt („Jerry“)
- Jordi Sanseverino
- ALFO
- Nolan („lyfrix“)
- Max Graf („CONTE“)
- Niklas Schregel
- Noeleven
- Philipp Evers
- Jules Kalmbacher
- Jens Schneider
- Danny Joe („JODA“)
- Martin Haller

Ehemalige Signings:
- 1986zig
- badmomzjay
- Jamin
- Edin
- Coach Bennet
- Thrife
- Ase
- Seelemann
- erobé
- Jonas Paul x Apollon
- erobé
- Tillmann Loch
- Joschua „YOSHI“ Linne
- Alexander Knappe
- Mijo Lesina